# Глубчиці
Глубчиці або Глубчице (пол. Głubczyce, чеськ. Hlubčice, нім. Leobschütz) — місто в південно-західній Польщі, на річці Псіна (Цина). Адміністративний центр Глубчицького повіту Опольського воєводства.

## Історія
У 1278 році король Чехії Оттока́р II надав ордену госпітальєрів патронатне право над костелом в Ґлубчицях і незабаром тут виникла комтурія ордена.

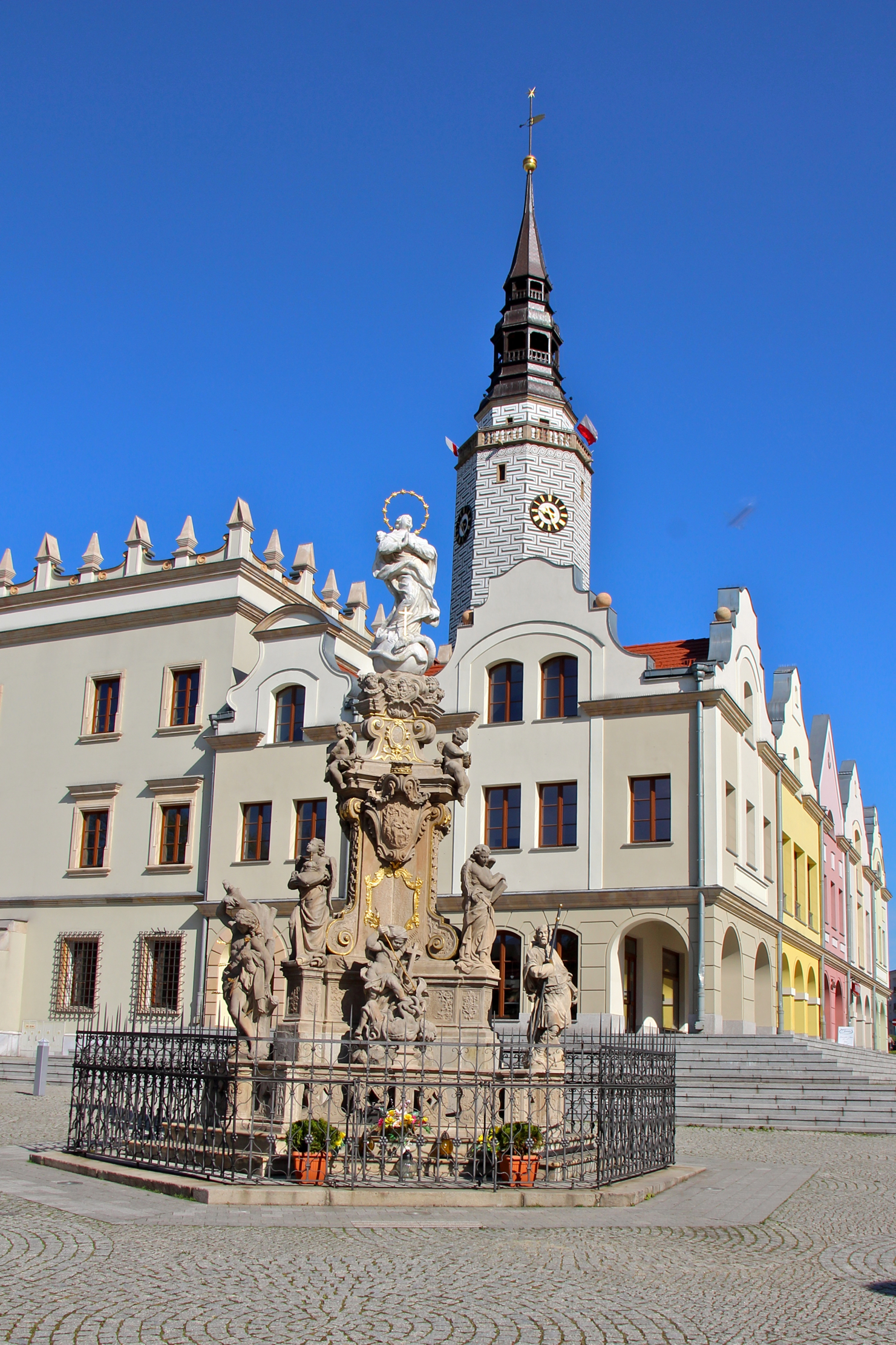

## Демографія
Демографічна структура станом на 31 березня 2011 року:
|          | Загалом | Допрацездатний вік | Працездатний вік | Постпрацездатний вік |
| -------- | ------- | ------------------ | ---------------- | -------------------- |
| Чоловіки | 6240    | 1181               | 4392             | 667                  |
| Жінки    | 6896    | 1164               | 3924             | 1808                 |
| Разом    | 13136   | 2345               | 8316             | 2475                 |